# Jane Fleming
Jane Stanhope, contessa di Harrington (nata Fleming; 23 maggio 1755 – Londra, 3 febbraio 1824), era una signora dell'alta società ed ereditiera che prestò servizio come lady of the Bedchamber della regina britannica Carlotta di Meclemburgo-Strelitz.

## Biografia
Jane Fleming era la maggiore dei cinque figli di Sir John Fleming, I Baronetto, e di sua moglie, Jane Coleman, nonché sorella della scandalosa Seymour Fleming. La morte del padre, nel 1763, lasciò a lei e alle sue sorelle un'enorme fortuna di 100.000 sterline. All'età di 23 anni, Jane Fleming venne fidanzata a Charles Stanhope, visconte Petersham più grande di lei di due anni, un eroe di guerra che era da poco tornato in Inghilterra dal Nord America. Il padre di lui, il II conte di Harrington, era profondamente indebitato e le trattative legali tra le due famiglie portarono al rinvio del matrimonio. Nell'ottobre 1778 iniziarono a circolare voci secondo cui il matrimonio non avrebbe mai avuto luogo. Lord Petersham diventò conte di Harrington alla morte del padre, avvenuta nell'aprile successivo, e il matrimonio si celebrò a St Marylebone il 23 maggio 1779.

## Matrimonio
La nuova contessa di Harrington fu presto elogiata per la sua generosità, poiché saldò immediatamente i debiti che il marito aveva ereditato dal suocero e finanziò il riacquisto di Stable Yard House a St. James's. Il denaro che portò al matrimonio permise a Lord Harrington di creare un reggimento di fanteria, con il quale la coppia partì per la Giamaica nel 1780. Al loro ritorno, l'anno successivo, Lady Harrington si fece notare per il suo senso della moda e la sua avvenenza fisica; lei e Georgiana Cavendish, duchessa di Devonshire, furono indicate come "le signore meglio vestite" a una festa notturna organizzata dalla duchessa nel settembre 1782.
Anche se divenne una giocatrice d'azzardo come molti della sua classe, Lady Harrington fu "benedetta dalla felicità domestica, da un'adorabile progenie e da tutte le attenzioni che possono rendere la vita desiderabile". Circondata da un'aristocrazia dalla morale generalmente dissoluta, era considerata un'epitome della virtù, mentre la sorella minore scandalizzava la società per aver avuto, secondo quanto riferito, relazioni sessuali con 27 uomini oltre al marito. Spesso veniva contrapposta alla suocera, Caroline Stanhope, contessa di Harrington, che era vista come una "donna decaduta". Pittrice di un certo talento, Lady Harrington contribuì all'avvio della carriera di John Glover come docente d'arte all'inizio degli anni 1790 e potrebbe aver preso lezioni da lui. Era molto amica di Sir Joshua Reynolds, che la dipinse in due famosi ritratti, oltre ai ritratti della madre, della sorella e del cognato Sir Richard Worsley. Nel 1794 divenne lady of the Bedchamber di Carlotta di Meclemburgo-Strelitz, moglie di re Giorgio III. Molto apprezzata dalla regina Carlotta, Lady Harrington fu lady of the Bedchamber fino alla morte della regina nel 1818.

## Vecchiaia
Lord e Lady Harrington mantennero la loro popolarità fino alla vecchiaia. "La loro perenne occupazione di bere il tè" fu notata da un loro contemporaneo, che constatò che "né a Nankin, né a Pechino, né a Canton la teiera era più assiduamente e costantemente rifornita" che nella loro casa. Lady Harrington precedette il marito e morì a St James's Palace il 3 febbraio 1824. Fu sepolta nell'abbazia di Westminster il 12 febbraio".

## Figli
- Charles Stanhope, IV conte di Harrington (8 aprile 1780-3 marzo 1851), sposò Mary Foote, ebbero due figli;
- Lord Lincoln Edwin Robert Stanhope (26 novembre 1781-29 febbraio 1840);
- Lady Anne Mary Stanhope, duchessa di Bedford (3 settembre 1783-3 luglio 1857), sposò Francis Russell, VII duca di Bedford, ebbero un figlio;
- Leicester Stanhope, V conte di Harrington (2 settembre 1784-7 settembre 1862), sposò lady Elizabeth Green, ebbero quattro figli;
- FitzRoy Richard Henry Stanhope (24 aprile 1787-11 aprile 1864), sposò Caroline Wyndham, ebbero due figli;
- Lord Francis Charles Stanhope (29 settembre 1788-9 ottobre 1862), sposò Hannah Wilson, ebbero tre figli;
- Lord Henry William Stanhope (2 agosto 1790-21 giugno 1872), sposò Fanny Copere, non ebbero figli;
- Lady Caroline Anne Stanhope (20 novembre 1791-25 novembre 1853), sposò Edward Ayshford Sanford, non ebbero figli;
- Lady Charlotte Augusta Stanhope (15 febbraio 1793-15 febbraio 1859), sposò Augustus FitzGerald, III duca di Leinster, ebbero quattro figli;
- Lord Augustus Stanhope (25 marzo 1794 - 8 dicembre 1831).